# Ben-Oni Ardelean
Ben-Oni Ardelean (n. 1 septembrie 1975, Lupeni, Hunedoara, România) este un politician român, fost pastor baptist și vicepreședinte al Partidului Național Liberal. Ardelean a fost senator de Timiș între anii 2012 și 2016, iar din 2016 este deputat al aceleiași circumscripții.

## Educație
Ben-Oni Ardelean a absolvit în 1998 Facultatea de Teologie din cadrul Institutului Teologic Baptist din București. Între 2004 și 2005 a urmat un curs postuniversitar la Universitatea Politehnica din Timișoara și un program de specializare la MAF din California. Ben-Oni Ardelean este doctor în Științe Politice la Școala Națională de Studii Politice și Administrative din București (2009) și doctor în Teologie la Universitatea din București (2010).

## Activitate profesională
Ardelean a fost pastor baptist între anii 1998 și 2008, aparținând de Uniunea Bisericilor Baptiste din România. Actualmente, acesta este conferențiar asociat al Facultatății de Teologie Baptistă a Universității București și cadru universitar la Institutul Baptist București.

## Activitate politică
Ben-Oni Ardelean a intrat în politică în anul 2008 când a candidat pentru Senatul României, iar în 2009 a candidat pentru Parlamentul European din partea Partidului Național Liberal (pe poziția 6 din lista PNL). În 2012 este ales Senator al României în Colegiul Senatorial 1 din Timișoara. Pe perioada mandatului de Senator al României a fost ales Secretar al Senatului Romaniei (2016), Secretar al Comisiei de Politica Externă a Senatului, Membru a Adunării  
Parlamentare a Consiliului Europei și Membru a Adunării Parlementare a SEECP. În 2016 este ales Deputat al României în Județul Timiș din partea Partidului Național Liberal. În legislatura 2016-2020 a fost ales Vicepreședinte al Camerei Deputaților (2017-2018), Vicepreședinte al Comisiei de Politică Externă a Camerei Deputaților și Membru în Adunarea Parlamentară a NATO. Ardelean este Vicepreședinte al Partidului Național Liberal ales în Congresul PNL din 2017, avand în coordonare domeniul Justiție și Drepturi Cetățenești, anterior congresului fiind Vicepreședinte PNL pe Regiunea Nord-Vest având în coodonare șase județe (BH, CJ, SM, SJ, MM, BN), precum și Președinte al Comisiei de Politică Externă a PNL. Domeniile majore în care a activat în politică au fost în principal legate de politica externă și politicile de securitate. 
În decembrie 2020 Ben-Oni Ardelean a fost ales deputat PNL în circumscripția electorală nr. 37 Timiș. Acesta face parte din Comisia pentru politică externă în funcția de vicepreședinte.  
Ben-Oni Ardelean se opune avortului și căsătoriei între persoane de același sex. În 2016 a fost unul dintre speakerii la Marșul pentru Viață organizat în Timișoara. În 2017 a susținut proiectul de lege pentru modificarea definiției constituționale a familiei ca „uniunea dintre un bărbat și o femeie”.
În 2021, Ardelean lansează Academia de Leadership Politic, proiect educațional care se adresează celor care doresc să devină leaderi politici sau să lucreze în instituțiile care implică lidership politic.

## Controverse
Ben-Oni Ardelean a apărut în documentarul Familia (în original, The Family) produs de Netflix în 2019. Documentarul prezintă modul prin care un grup american ultraconservator creștin face lobby în Statele Unite, dar și în restul lumii prin politicieni asociați, precum Ben-Oni Ardelean sau Călin Popescu Tăriceanu.
Ardelean a fost implicat în anul 2019 într-un incident în Palatul Parlamentului în care acesta i-a insultat pe jurnaliștii care îl intervievau, acuzându-i de „nesimțire” și „tupeu”.